# Wilhelm Brinkmann (Handballspieler)
Wilhelm „Willi“ Brinkmann (* 25. Oktober 1910 in Oberhausen; † 12. Februar 1991 in Düsseldorf) war ein deutscher Feldhandballspieler.
Er war Mitglied der Mannschaft, welche die Goldmedaille bei den Olympischen Sommerspielen 1936 gewann. Er spielte neben dem Finale zwei weitere Matches.
Brinkmann begann das Handballspielen beim TV Jahn Hiesfeld und wechselte Mitte der 1930er Jahre zum Polizeisportverein Düsseldorf.